# Gaspar de Carvajal
Gaspar de Carvajal (ca. 1500-1584) was een Spaanse dominicaanse monnik die een verslag schreef over de expeditie van Francisco de Orellana van Quito in Ecuador naar het eiland Marajo aan de Atlantische kust van Brazilië (7000 km), van februari 1541 tot augustus 1542 (18 maanden). 

## Reis
In februari 1541 vertrokken de Spaanse conquistadores Gonzalo Pizarro en Francisco de Orellana met meer dan 200 soldaten aan een reis naar het onbekende op zoek naar goud voorbij de Andes. Ze zochten het mythische 'El Dorado' (land van goud). Ze bereikten vermoeid, ziek en uitgehongerd de oevers van Coca, een zijrivier van de Napo en er werd besloten dat Orellana met een te bouwen schip met 50 man naar voedsel zou gaan zoeken en binnen 12 dagen terug zou keren. De San Pedro werd gebouwd en de riviertocht werd begonnen, maar de stroming was zo sterk dat er nooit tegenop geroeid kon worden en Orellana besloot daarom verder te varen. Carvajal deed verslag van de hele reis.
Carvajal sprak van grote steden die wit glinsterden in de zon, van dichtbevolkte gebieden, van Amazonen (vandaar Amazone), van de hoofdstad van de Amazonen met vijf tempels met idolen van vrouwfiguren van goud en zilver en gouden en zilveren schalen voor de eredienst van de zon. Ook meldde hij de heerser Machiparo, en porselein, geglazuurd en gekleurd, met tekeningen en schilderingen 'als Romeinse artikelen'.

## Receptie
Carvajals verslag werd enthousiast ontvangen, maar zijn beschrijving van het Amazonewoud als een levendig, drukbevolkt gebied botste ook op scepsis. De geschiedschrijver Francisco López de Gómara noemde hem "leugenachtig". Twintig jaar na Orellana volgde de Ursua-expeditie en in 1637-1638 de Texeira-expeditie, maar tegen dan hadden de ziektekiemen meegebracht door de eerste expeditie de bevolking reeds gedecimeerd. Pas naar het eind van de 20e eeuw begon de reputatie van Carvajal zich te herstellen en vond het idee ingang dat de Amazone in zijn tijd geen wildernis was geweest, maar grootschalige samenlevingen had gehuisvest.

## Uitgave
- Gaspar de Carvajal, Descubrimiento del río de las Amazonas, ed. José Toribio Medina, Sevilla, 1894

## Voetnoten
1. ↑  Charles C. Mann, 1491: de ontdekking van precolumbiaans Amerika, 2012, p. 414-421

- Biblioteca Nacional de España: XX1720174
- Bibliothèque nationale de France: cb12063658c (data)
- Gemeinsame Normdatei: 174123906
- International Standard Name Identifier: 0000 0001 0908 6590
- Library of Congress Control Number: n85092980
- Nationale Bibliotheek van Tsjechië: pna2014812925
- Nationale Bibliotheek van Israël: 987007272617805171
- Nederlandse Thesaurus van Auteursnamen: 072115092
- SNAC: w6sf4tzf
- Système universitaire de documentation: 028895754
- Virtual International Authority File: 64027907
- WorldCat: E39PBJjMD7c7gJ3VcwHxmgJMT3